# 普吕欧布瓦
普吕欧布瓦（法語：Pouru-aux-Bois，法語發音：[puʁy o bwa]）是法国大東部大區阿登省的一个市镇，属于色当区。

## 地理
普吕欧布瓦（49°42'23"N, 5°5'31"E）面积9.02 平方千米，位于法国大東部大區阿登省，该省份为法国北部内陆省份，西接埃纳省，南至马恩省，东临默兹省，北与比利时接壤。
与普吕欧布瓦接壤的市镇（或旧市镇、城区）包括：埃斯孔布尔和勒谢努瓦、弗朗舍瓦勒、普吕圣雷米、布永。

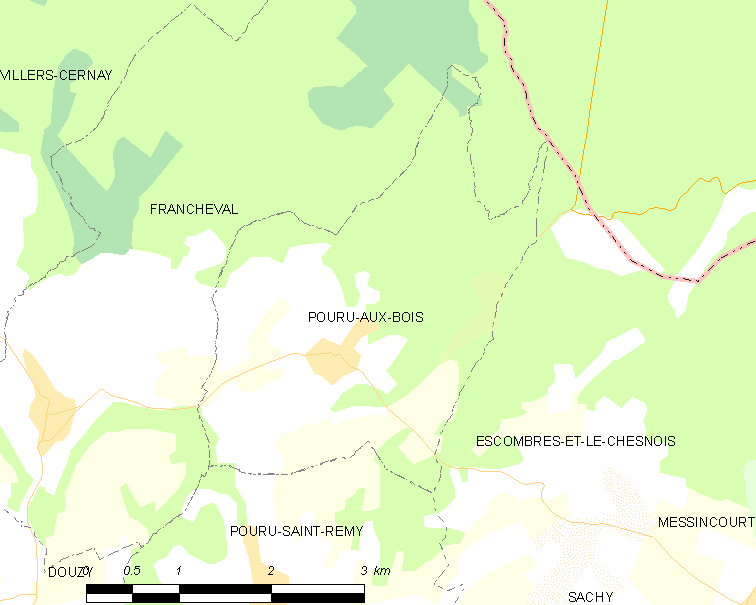
普吕欧布瓦的OSM定位图

普吕欧布瓦的时区为UTC+01:00、UTC+02:00（夏令时）。

## 行政
普吕欧布瓦的邮政编码为08140，INSEE市镇编码为08342。

## 政治
普吕欧布瓦所属的省级选区为色当第三县。

## 人口

1962-2008年间普吕欧布瓦人口变化图示

普吕欧布瓦于2022年1月1日时的人口数量为234人。